# کیپکمبوی کیملی
کیپکمبوی کیملی (انگلیسی: Kipkemboi Kimeli; ۳۰ نوامبر ۱۹۶۶ – ۶ فوریهٔ ۲۰۱۰) دونده دو استقامت اهل کنیا بود.